# Ningenkai
No xintoísmo, uma religião japonesa, o Ningenkai (人間界) é o mundo onde os humanos e os animais vivem. Do japonês que significa "Mundo dos Humanos" ou "Mundo dos Homens" que é usada para designar, na cultura japonesa, o lugar onde vivemos. A palavra ningen significa "homem, humano" e kai significa "mundo". Segundo a cultura japonesa, após morrermos temos entrada então no Reikai.